# Randbøl Sogn
Randbøl Sogn ist eine Kirchspielsgemeinde (dän.: Sogn) im südlichen Dänemark. Bis 1970 gehörte sie zur Harde Tørrild Herred im damaligen Vejle Amt, danach zur Egtved Kommune im erweiterten Vejle Amt, die im Zuge der  Kommunalreform zum 1. Januar 2007 in der „neuen“  Vejle Kommune in der Region Syddanmark aufgegangen ist.
Im Kirchspiel leben 1452 Einwohner (Stand:1. Januar 2023). Im Kirchspiel liegt die Kirche „Randbøl Kirke“.
Nachbargemeinden sind im Norden Lindeballe Sogn, im Osten Nørup Sogn, im Südosten Egtved Sogn und in der westlich benachbarten Billund Kommune Vorbasse Sogn und  Grene Sogn.
Im Südwesten des Gemeindegebietes liegt die unter Naturschutz stehende Randbøl Hede, Dänemarks größte Binnenheide.